# セルヒオ・バルガス
セルヒオ・バルガス（Sergio Vargas、1960年3月15日 - ）は、ドミニカ共和国のメレンゲ歌手、政治家。2006年から2010年まで衆院議員を務めた。
| スタブアイコン | サブスタブ | この項目は、まだ閲覧者の調べものの参照としては役立たない、人物に関連した書きかけの項目です。この項目を加筆・訂正などしてくださる協力者を求めています（P:人物伝/PJ:人物伝）。 |